# Szihab ad-Din Imam Abd ar-Ra’uf Muhammad
Szihab ad-Din Imam Abd ar-Ra’uf Muhammad (Imam) (Shehabeldin Emam Abdelraouf Mohamed, arab. شهاب الدين إمام عبدالرؤوف محمد (إمام); ur. 24 lutego 2003) – egipski zapaśnik walczący w stylu wolnym. Złoty medalista mistrzostw Afryki w 2024, srebrny w 2022 i brązowy w 2023. Wygrał mistrzostwa arabskie w 2022. Mistrz Afryki juniorów w 2022 i 2023. Mistrz Afryki kadetów w 2020 roku.